# Johann Gottfried Wienholt
Johann Gottfried Wienholt (* 2. Juli 1783 in Bremen; † 28. Oktober 1835 in Bremen) war ein Kaufmann und Bremer Senator.

## Biografie
Wienholt war der Sohn des Arztes Arnold Wienholt (1749–1804), der 1776 Mitgründer einer Museumsgesellschaft war, und seiner Frau Johanne Wienholt geb. Misler (1761–1818 oder 1829), Mitgründerin des religiösen Lavater-Kreises in Bremen.
 
Er war verheiratet mit der Kaufmannstochter Susanna Henriette Wichelhausen (1797–1852); beide hatten zwei Sohn Kinder. Sie wohnten in Pelzerstraße 55.
Er absolvierte seine Schulzeit in Bremen und machte eine Ausbildung zum Kaufmann.

Von 1834 bis 1835 (†) war er als Nachfolger von Bernhard Tiele nur kurze Zeit Bremer Senator.